# Seno
Seno, Aragon község Spanyolországban, Teruel tartományban. Seno Castellote és Berge községekkel határos. Lakosainak száma 38 fő (2024).

## Népesség
A település népessége az utóbbi években az alábbiak szerint változott:
| Lakosok száma | 48   | 48   | 45   | 47   | 45   | 42   | 40   | 43   | 43   | 38   |
|               | 2001 | 2004 | 2007 | 2009 | 2012 | 2014 | 2017 | 2019 | 2022 | 2024 |